# Я знаю, що ти знаєш, що я знаю
«Я знаю, що ти знаєш, що я знаю» (італ. «Io so che tu sai che io so») — італійська кінокомедія з Альберто Сорді і Монікою Вітті у головних ролях, що вийшла 29 серпня 1982 року.

## Сюжет
Фабіо Бонетті (Альберто Сорді) — успішний службовець банку, який цікавиться суто футболом і риболовлею. Одного разу він з подивом помічає, що за його дружиною Лівією (Моніка Вітті), з якою він одружений вже майже 20 років, стежать. З'ясовується, що стеження ведуть помилково, але до Фабіо в руки потрапляють плівки, що відобразили приватне життя його дружини, про яке він і не здогадувався, і перегляд яких докорінно змінює його світогляд…

## У ролях
| Альберто Сорді       | ···· | Фабіо Бонетті                                        |
| Моніка Вітті         | ···· | Лівія Бонетті                                        |
| Ізабелла Де Бернарді | ···· | Вероніка Бонетті                                     |
| Івана Монті          | ···· | Валерія, секретарка Бонетті                          |
| Сальваторе Яконо     | ···· | Каваллі, власник детективного агентства              |
| Мікаела Піньятеллі   | ···· | Елена Віталі, дружина великого фінансиста і політика |
| Клаудіо Гора         | ···· | адвокат Ронконі                                      |
| Джанні Летта         | ···· | Джанні Летта, журналіст-редактор газети              |

## Знімальна група
| Режисер    | ···· | Альберто Сорді                                    |
| Сценарій   | ···· | Августо Камініто, Родольфо Сонего                 |
| Продюсер   | ···· | Августо Камініто                                  |
| Оператор   | ···· | Серджо Д'Оффіці                                   |
| Композитор | ···· | П'єро Піччоні                                     |
| Художник   | ···· | Лоренцо Баральді, Бруна Пармезан, Массімо Тавацці |
| Монтаж     | ···· | Татьяна Казіні Моріджі                            |